# Эпагомен
Эпагомен или Эпагоменальный день (др.-греч. ἐπαγομένη ἡμέρα — дополнительный день) — день года, не вошедший ни в один из календарных месяцев.
Впервые эпагомены появились в Древнеегипетском календаре. Изначально продолжительность года древнеегипетскими жрецами была определена в 360 дней. Год делился на 12 месяцев по 30 дней. Впоследствии оказалось, что продолжительность тропического года примерно на 5 дней больше установленной продолжительности календарного года, вследствие чего к имеющимся 360 дням были добавлены 5 дней. Для сохранения устоявшейся структуры из 12 месяцев по 30 дней добавочные дни ввели в конец года и не причислили ни к одному из месяцев.
Также по пять «лишних» дней содержали гражданские 360-дневные календари ацтеков и майя.
Эпагомены весьма распространены в календарях, которые выдвигались и выдвигаются на замену юлианскому и григорианскому календарям. Так во Французском революционном (республиканском) календаре они именуются санкюлотидами и т. д.